# Mallodonopsis mexicanus
Mallodonopsis mexicanus är en skalbaggsart som beskrevs av Thomson 1860. Mallodonopsis mexicanus ingår i släktet Mallodonopsis och familjen långhorningar.
Artens utbredningsområde är:
- Costa Rica.
- Guatemala.
- Honduras.
- Nicaragua.
- Panama.
- Venezuela.

Inga underarter finns listade i Catalogue of Life.